# Fars (província)

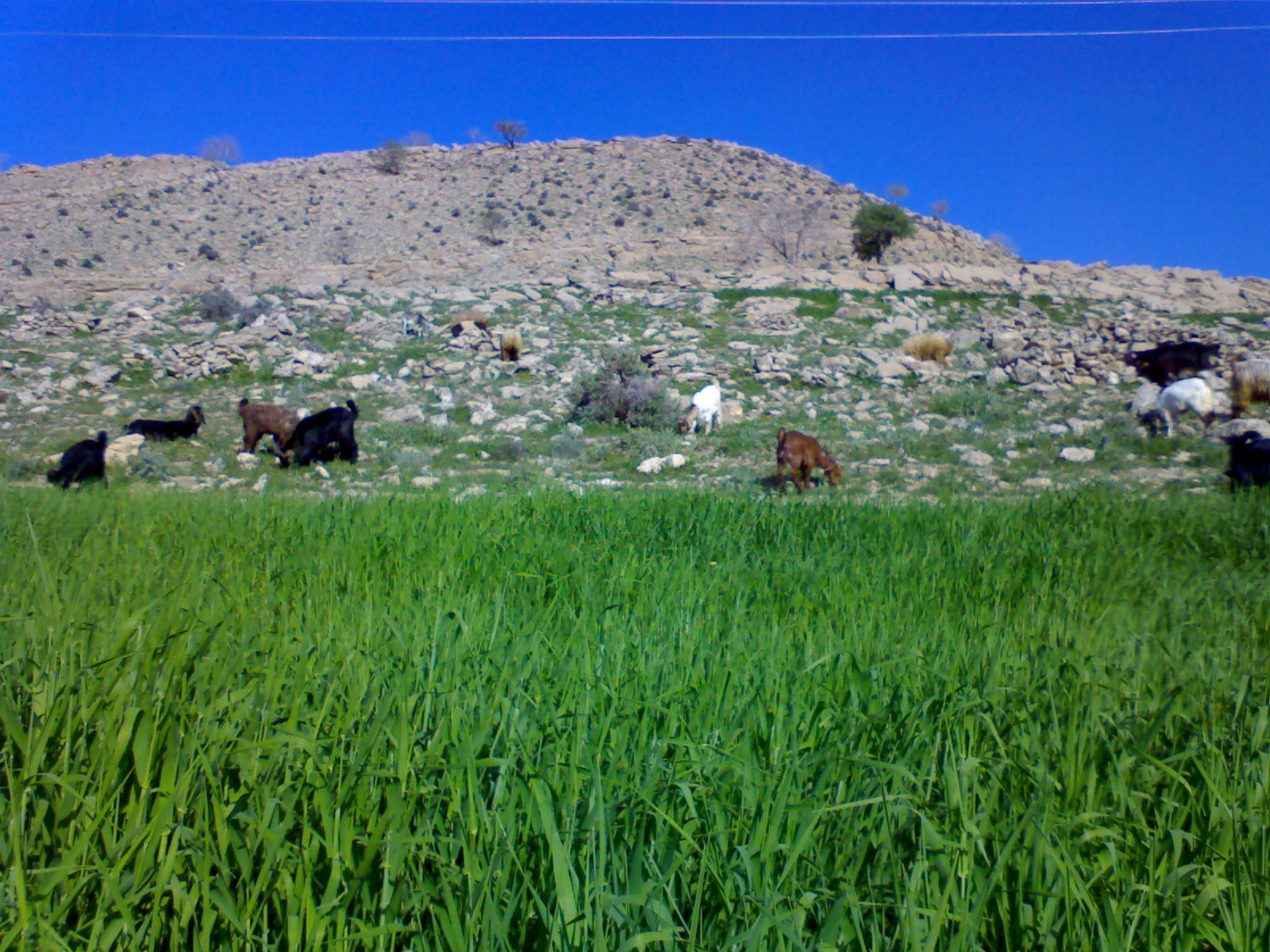
Uma manhã agradável na aldeia: c. Taheri

Fars ou Pars (em persa: استان فارس; romaniz.: Ostān-e Fārs), também anteriormente conhecido como Farsistão "Farsistan" (فارسستان) é uma província do Irã sediada em Ispaão. Tem 122 608 quilômetros quadrados e de acordo com o censo de 2019, havia 5 006 000 residentes. Se divide em 29 condados. Corresponde grosso modo à região história de Pérsis.